# Tomasz Zawierucha

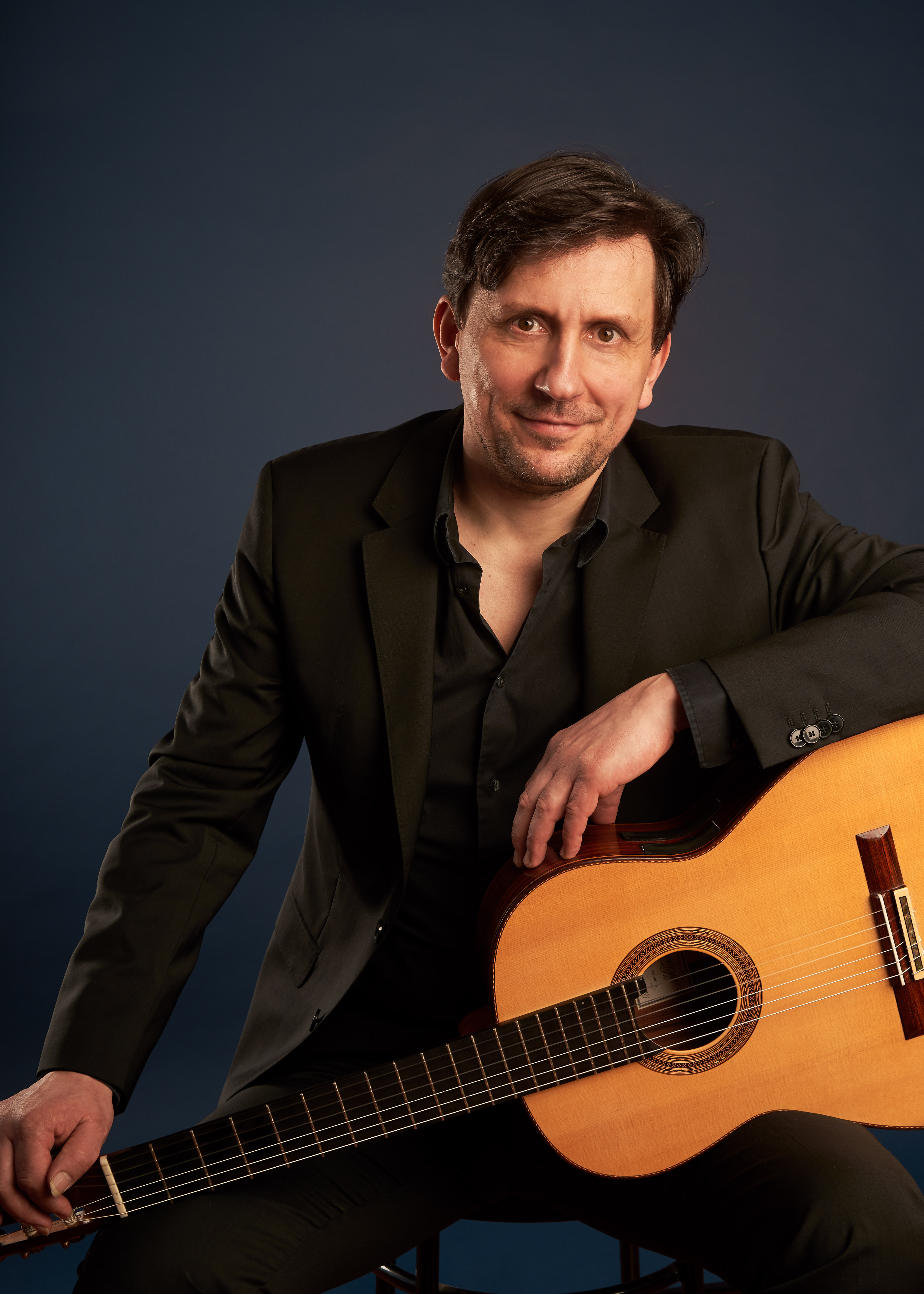
Tomasz Zawierucha (2020)

Tomasz Zawierucha (* 23. August 1973 in Poznań, Polen) ist ein polnischer Gitarrist.

## Leben
Tomasz Zawierucha studierte an der Musikakademie I. J. Paderewski in Poznań, Polen und an der Franz-Liszt-Musikhochschule in Weimar.
Bereits während seines Studiums gewann er zahlreiche Wettbewerbe, u. a. die renommierten Tokyo International Guitar Competition. Seitdem konzertiert er weltweit, außerdem ist er als Dozent und Jurymitglied bei diversen Meisterkursen und internationalen Gitarrenwettbewerben tätig. Als gefragter und engagierter Kammermusiker arbeitet er mit Künstlern wie Hideko Kobayashi, Thomas Müller-Pering und Olaf van Gonnissen. Sein Interesse gilt nicht nur der modernen Konzertgitarre, sondern auch historischen Vorgängern wie der Barockgitarre.
Bereits drei Jahre nach seinem Studienabschluss wurde er zum Vertretungsprofessor an der Weimarer Franz-Liszt-Musikhochschule berufen. Zu seinen weiteren akademischen Stationen gehörten u. a. das Royal Conservatoire of Scotland in Glasgow. 2014 wurde Tomasz Zawierucha als Professor für Gitarre an die Folkwang Universität der Künste in Essen berufen.

## Diskografie
Die von der Fachpresse mit mehreren Auszeichnungen bedachten CD-Produktionen („Excellent recording“ – GuitarArt Magazine, „Fünf Sterne“ – The Times, „Special recommended“ – The Records Geijutsu Disc Review) wurden in Deutschland (Classic Clips), Japan (Gendai Guitar) und Großbritannien (DGF) herausgegeben. Im Mai 2021 erschien die neue CD-Produktion „Hommage à Chopin – Tomasz Zawierucha plays Tansman“ bei Ars Produktion.